# Dawson Turner

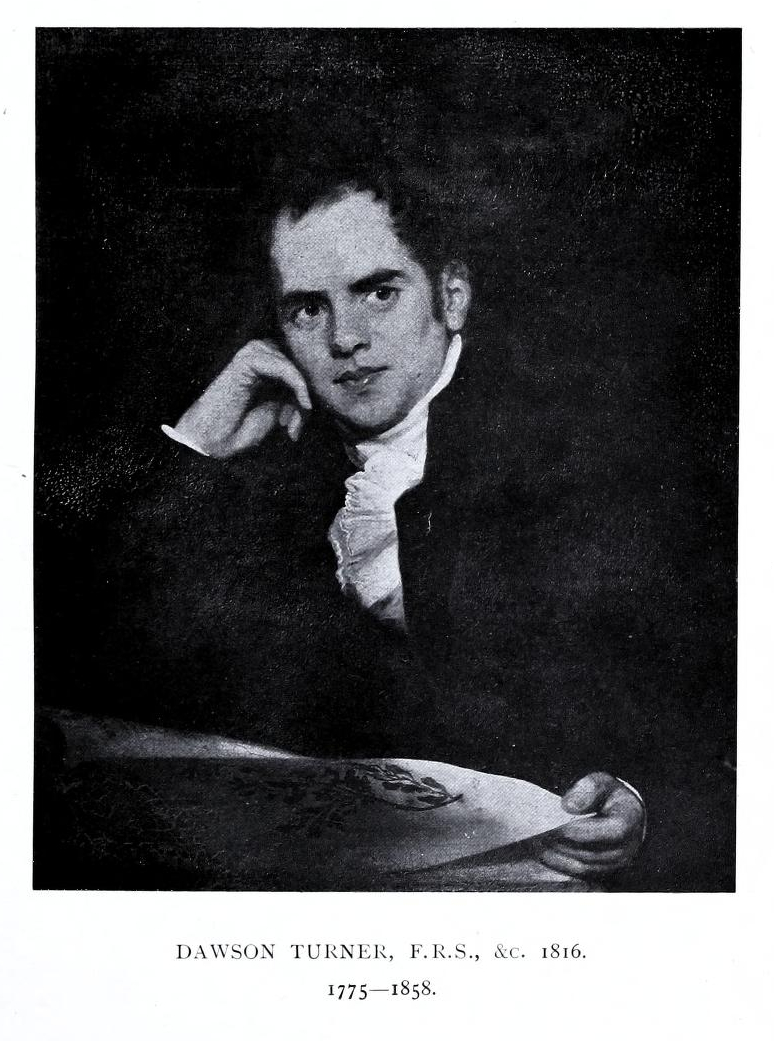
Dawson Turner (1907)

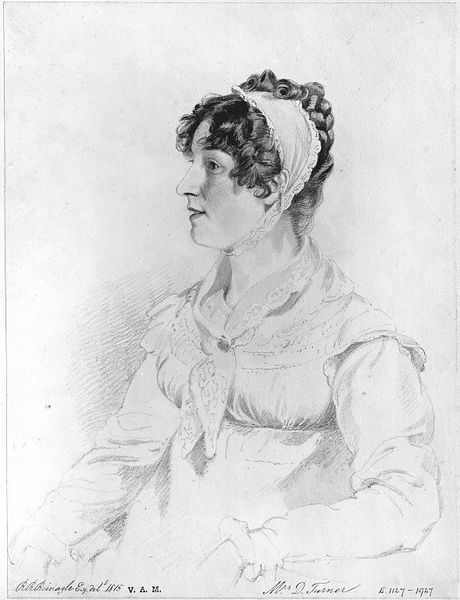
Turners Frau Mary, Bleistiftzeichnung von Ramsay Richard Reinagle (1815)

Dawson Turner (* 18. Oktober 1775 in Great Yarmouth; † 21. Juni 1858 in London) war ein britischer Bankier, Botaniker und Antiquar. Sein offizielles botanisches Autorenkürzel lautet „Turner“.   

## Leben und Wirken
Turner war das älteste der drei überlendenden Kinder von James Turner (1743–1794), einem Händler und Bankier, und dessen Frau Elizabeth Cotman (1742–1819). Er wurde zunächst an der  Grammar School von North Walsham unterrichtet. Später wurde er in Barton Bendish (Norfolk) Schüler von Robert Forby (1759–1825). Turner sollte eine kirchliche Laufbahn einschlagen. Am 10. Oktober 1792 wurde er für das Pembroke College in Cambridge zugelassen, wo sein Onkel Joseph Turner (1745–1828) Master des Colleges war, das er aber kurz vor dem Tod seines Vaters im Jahr 1794 wieder verließ, um die Bankgeschäfte seines Vaters zu übernehmen.
Turner befasste sich daneben wissenschaftlich mit Botanik und veröffentlichte mehrere botanische Bücher und in den Annals of Botany. 
Ab 1820 wandte er sich antiquarischen Interessen zu, lernte mit seinen Kindern Zeichnen bei John Sell Cotman, mit dem er auch in die Normandie reiste, was zur Veröffentlichung des Buches Architectural antiquities of Normandy (2 Bände, 1822) mit Illustrationen von Cotman führte.

## Familie
Am 14. März 1796 heiratete er Mary Palgrave (1774–1850). Das Paar hatte elf Kinder, von denen sechs Töchter und zwei Söhne die Kindheit überlebten. Nach dem Tod seiner ersten Frau heiratete er am 20. September 1851 die Witwe Rosamund Matilda Duff (1810–1863, geborene Neave) und zog nach London.
Turners Töchter heirateten einflussreich:
- Maria (1797–1872) heiratete 1815 William Jackson Hooker
- Elizabeth (1799–1852) heiratete 1823 Francis Palgrave
- Mary Anne (1803–1874) blieb unverheiratet
- Harriet (1806–1869) heiratete 1830 John Gunn (1801–1890)
- Hannah Sarah (1808–1870) heiratete 1839 Thomas Brightwen (1812–1870), einen Sohn seines Geschäftspartners
- Eleanor Jane (1811–1893) heiratete 1836 William Jacobson (1803–1884), später Bischof von Chester

## Ehrungen
Am 28. Juni 1801 wurde Turner mit dem Beinamen Theodotus II. zum Mitglied (Matrikel-Nr. 1016) der Leopoldina gewählt. Am 9. Dezember 1802 wurde Turner als Mitglied („Fellow“) in die Royal Society gewählt. 1816 wurde er auswärtiges Mitglied der Schwedischen Akademie der Wissenschaften.
Nach Turner sind die Moosgattung Dawsonia R.Br. (1811) und die Algengattung Turnerella F.Schmitz (1893) benannt.

## Schriften (Auswahl)
Bücher
- A synopsis of the British fuci. 2 Bände, London 1802 (Band 1, Band 1).
- Muscologiae hibernicae spicilegium. Yarmouth / London 1804 (Digitalisat).
- The botanist’s guide through England and Wales. 2 Bände,  London 1805 (Band 1, Band 2) – mit Lewis Weston Dillwyn.
- Fuci, sive, Plantarum Fucorum generi a botanicis ascriptarum icones descriptiones et historia / Fuci, or, Colored figures and descriptions of the plants referred by botanists to the genus Fucus. 4 Bände, London 1808–1819 (Band 1, Band 2, Band 3, Band 4).
- Account of a tour in Normandy; undertaken chiefly for the purpose of investigating the architectural antiquities of the duchy […]. 2 Bände, London 1820 (Band 1, Band 2).
- Architectural antiquities of Normandy. 2 Bände, London 1822 (Band 1, Band 2) – mit John Sell Cotman.
- Specimens of architectural remains in various counties in England, but principally in Norfolk. 2 Bände, London 1838 – Anmerkungen zu John Sell Cotmans Zeichnungen.
- Specimen of a lichenographia Britannica; or, attempt at a history of the British lichens. Yarmouth 1839 (Digitalisat) – mit William Borrer (1781–1862).
- List of Norfolk Benefices; with the names of their respective incumbents and patrons, and the dates of the several presentations […]. Norwich 1847.
- Sepulchral reminiscences of a market town, as afforded by a list of the interments within the walls of the parish church of St. Nicholas, Great Yarmouth. Yarmouth 1848 (Digitalisat).

 Botanische Zeitschriftenbeiträge
- Calendarium Plantarum marinarum. In: Transactions of the Linnean Society of London. Band 5, 1800, S. 126–131 (Digitalisat, doi:10.1111/j.1096-3642.1800.tb00583.x).
- Catalogue of some of the more rare plants observed in a Tour through the western counties of England, made in June 1799. In: Transactions of the Linnean Society of London. Band 5, 1800, S. 234–241 (Digitalisat, doi:10.1111/j.1096-3642.1800.tb00596.x).
- Description of four new species of Fucus. In: Transactions of the Linnean Society of London. Band 6, 1802, S. 125–136 (Digitalisat, doi:10.1111/j.1096-3642.1802.tb00474.x).
- Descriptions of four new British Lichens. In: Transactions of the Linnean Society of London. Band 7, 1804, S. 86–95 (Digitalisat, doi:10.1111/j.1096-3642.1804.tb00283.x).
- Remarks upon the Dillenian Herbarium. In: Transactions of the Linnean Society of London. Band 7, 1804, S. 101–115 (Digitalisat, doi:10.1111/j.1096-3642.1804.tb00285.x).
- Remarks upon some parts of the Hedwigian System of Mosses, with a monograph of the genus Bartramia. In: Annals of Botany. Band 1, 1805, S. 517–530 (Digitalisat).
- Account of a new interesting species of Fucus. In: Annals of Botany. Band 2, 1806, S. 376–378 (Digitalisat).
- Description of a new species of Lichen. In: Transactions of the Linnean Society of London. Band 8, 1807, S. 260–261 (Digitalisat, doi:10.1111/j.1096-3642.1807.tb00306.x).
- Descriptions of eight new British Lichens. In: Transactions of the Linnean Society of London. Band 9, 1808, S. 135–150 (Digitalisat, doi:10.1111/j.1096-3642.1818.tb00332.x).

Als Herausgeber
- The literary correspondence of John Pinkerton, Esq. 2 Bände, London 1830 (Band 1, Band 2).
- Sketch of the history of Caister Castle, near Yarmouth; Including biographical notices of Sir John Fastolfe and of different individuals of the Paston family. London 1842 (Digitalisat).
- Thirteen letters from Sir Isaac Newton […] to John Covel, D.D. […]. Norwich 1848 (Digitalisat).